# حضرات السادة العيال
حضرات السادة العيال هي مسرحية كوميدية مصرية من بطولة يحيى الفخراني (في دور الشرنوبي)، تيسير فهمي، ممدوح وافي، سماح أنور، عبد الله محمود ومن تأليف مجدي الإبياري.
تدور أحداث المسرحية حول الشرنوبي الرجل البخيل الذي يموت أخوه ويترك له خمس أولاد أيتام لكي يتكفل بهم ونرى المفارقات الكوميدية بينه من جانب وبين الخمس أولاد وخطيبته (تيسير فهمي) من الجانب الآخر الذين يضطرونه لكي ينفق عليهم الكثير رغم بخله الشديد.
هذه المسرحية تعتبر أول اكتشاف للفنانة سماح أنور والفنانة ليلى علوي التي كانت تلعب دور البطولة بدل تيسير فهمي في بداية الأمر والذي كان رشحها للدور المؤلف مجدي الإبياري الذي كان زميلها في المعهد العالي للسينما، ويعتبر أول أعمال الفنان يحيى الفخراني الكوميدية.